# Körmendi csata
A körmendi csata a török és keresztény erők összecsapása volt 1664. július 26–27-én a Körmend melletti Rába-parton. A Szentgotthárdnál augusztus elején lezajlott ütközet előkészítője. Komoly jelentőséget a hadtörténelem nem tulajdonít neki, az összecsapás nem volt olyan nagy méretű, s mindkét fél számára csekély veszteséget hozott. Ellenben a török sereget továbbra is a Rába folyó másik partján tartották. A törökök célja az volt, hogy megszerezhessék a Rába átjáróit, és így benyomulhassanak Ausztriába.

## Előzmények
1663-ban újabb háború tört ki az Oszmán Birodalommal. A törökök bevették ugyan Érsekújvárt, de a következő év harcai már keresztény sikerekkel indultak, s Zrínyi Miklós horvát bán elpusztította a török utánpótlására nézve nélkülözhetetlen eszéki tölgyfahidat. A nyáron azonban Köprülü Ahmed nagyvezír ostrom alá fogta több mint félszázezer fős sereggel Zrínyiújvárt, amelyet 1500 katona védelmezett. A vár felmentésére indult Raimondo Montecuccoli aligha tudta volna elűzni a nagyvezírt a vár alól, mert a seregben uralkodó kaotikus viszonyok (rossz ellátás, megbomlott rend) felszámolása szinte képtelenség volt, és emellett nem lehetett volna felmentő kísérletet tenni. A vár elesett, és Zrínyi távozott a frontról felháborodásában. Montecuccoli nem tehetett más, minthogy visszavonult. A generálisnak aligha lett volna esélye megállítani az elsöprő túlerőben levő Köprülü Ahmed nagyvezírt.

### A török megjelenése a térségben
Montecuccoli épp Muraszombatnál táborozott, amikor hírek érkeztek arról, hogy Körmend térségében tatár lovasok tűntek fel. Ez arra engedett következtetni, hogy a törökök a Rábán át erőszakos folyamátkelést fognak véghez vinni, feltehetőleg abban a térségben.

A generális előreküldte Nádasdy Ferencet egy viszonylag kisebb magyar-horvát csapattal. Július 23. vagy 24. körül törtek be a törökök Vas vármegyébe, s egy 15 000 szpáhiból álló előhad felperzselte Vasvár vidékét. Montecuccoli a lovasságát magához véve elindult Szentgotthárdnak, nehogy a Rába átjáróját megszerezze az ellenség. Lentinél egyesült a keresztények többi csapata a Jean de Coligny-Saligny vezette francia erőkkel július 22-én, amelyek Itáliából, Krajnán és Stájerországon át Regedénél (ma Radkersburg, Ausztria) lépték át a határt (összesen 6000 fő). Ekkor további egységeket, egy horvát ezredet, 12 francia és 9 birodalmi lovas századot, valamint 8 ágyút küldtek még Nádasdy számára.

Nádasdy Csákánynál (ma Csákánydoroszló) találkozott a németújvári parancsnok Batthyány Kristóf és gróf Esterházy Pál vezette hajdú csapatokkal, amelyeket azonban ott hagyva tovább ment Körmendnek.
Július 25-én a Szentgotthárd és Körmend közötti térségbe a Rába védelmére rendelt csapatok Csörötneknél keltek át a folyón, egy nappal később Badeni Vilmos őrgróf is elérte Szentgotthárdot, s ugyanott kívánt átkelni a folyón, de hírét vették, hogy a török már ott van, ezért Montecuccoli leállította a menetet.

Nádasdyt Batthyány azon a napon érte be, s a Schack-féle dragonyosokkal egészültek ki soraik. Valamivel Körmend előtt egy teljes horvát gyalogezredet hagyott hátra Nádasdy az ottani gázló őrzésére, s innen gyorsan tovább vonult a város felé.

A horvátok a gázló őrzésekor összecsaptak a törökökkel, pontosabban egyik előretolt csapatukkal, amelyet a Rábán túlra üldöztek. Ez csakhamar abbamaradt, mert feltűnt egy nagyobb janicsár regiment. Ugyanekkor Nádasdy is szétvert egy portyázó török csapatot.

## Az állások elfoglalása
Július 26-án a francia és a kisebb birodalmi erők bevonultak Körmendre. Előbbiek vezére de Coligny, utóbbiaké gróf Wolfgang von Hohenlohe (a szentgotthárdi csatában Montecuccoli vezértársa és a Rajnai Szövetség csapatainak főparancsnoka) volt.

A birodalmiak a gróf parancsára minden átkelési pontot megszálltak. A törökök ekkora már közeledtek a város felé széles menetben.

Chateauneuf francia gyalogosai tüzelni kezdtek az ellenségre, de nem sok kárt tettek bennük. Rövidesen megérkezett Esterházy Pál is hajdúi élén.

Estére a keresztény erők már erős védelmi állásban helyezkedtek el.

## A szembenálló erők és a török taktika
A törökök nem a teljes haddal, hanem egy részévél, köztük az előhaddal érkeztek. Élükön Ahmed Köprülü nagyvezír állt. Az első sorokban jelentős számú tatár csapat is volt. A keresztények sereg alig lehettek kisebb nála.

A törökök taktikája az volt, hogy a lovassággal indítanak döntőrohamot, míg a gyalogosok lőfegyvereikkel tüzelnek az ellenség gyengítése végett (lőfegyverekkel szereltek fel majdnem minden gyalogost), s ők majd a lovasság nyomában rohamoznak.

## A csata
Július 26-án, délután 2 órakor a körmendi várból ágyúzni kezdték az átellenes part mezején elhelyezkedő török tábort. Az ágyúzott helyszíntől szembe nem messze a lovasságot állították fel. Mire leszállt a nap a keresztények már teljesen megerősítették a védelmi pozíciókat.
Másnap július 27-én a törökök a híd ellen kezdtek támadásba, amit a magyar erők védelmeztek. A beérkező francia egységekkel az oszmánokat sikerült visszaverni a hídtól.

A város alacsony falai nem nyújtottak megfelelő védelmet a oszmán ágyúk lövéseitől, s a veszélynek leginkább a francia lovasság volt kitéve. A harcban a franciák főparancsnoka, de Coligny is megsebesült.

Miután a törökök nem bírták áttörni a szövetségesek állásait több támadással sem, és Montecuccoli is megjött a lovassággal, így előbb vagy utóbb vissza kellett, hogy vonuljanak.

Köprülü még egy utolsó támadásra szánta el magát, ezúttal a Körmend felső részénél elhelyezett badeni őrgrófsági lovasezred ellen.

A támadásra induló két lovas csapatra a badeniek heves karabélytüzet zúdítottak, s a törökök megtizedelve meghátráltak. A nagyvezír ekkor kiadta a visszavonulásra a parancsot.

## Az ütközet után
A csata hadászatilag nem volt annyira jelentős, ugyanis a harcban nem a teljes török had vett részt, s azt sem sikerült jelentősen meggyengíteni, de az ellenség legalább a Rába túlpartján maradt.

A nagyvezír ezért teljes haderejét délebbre, Szentgotthárd felé irányította, hogy ott foglalja el a folyó átjáróját, és benyomuljon Ausztriába.

## A szentgotthárdi csata
Július 31-én a törökök Szentgotthárd mellett, a Rába partján, a mai Szakonyfalunál egy pontból álló hídfőállást épített ki. A túlparton álló keresztény sereg (Montecuccoli gyalogsága július 29-én egyesült a generális vezette lovassággal), amely biztosra vette, hogy augusztus 1-jén vívja meg a csatát a nagyvezír. Köprülü ellenben a takarmányhiány miatt 2-ra akarta halasztani a döntő csata megvívását. Nádasdy és Esterházy nem vehetett részt a csatában, ők Körmenden maradtak, hogy az ottani átjárót vigyázzák.

A török sereg továbbiakban elkövetett taktikai hibái és nem kevés szerencse következtében Montecuccoli vereséget mért a törökökre és meghiúsította az átkelési kísérletet.